# Претис-Кагнодо, Сизинио фон
Сизинио фон Претис-Кагнодо (нем. Sisinio Freiherr von Pretis-Cagnodo; 14 февраля 1828 - 15 декабря 1890) - австро-венгерский государственный деятель, исполняющий обязанности министра торговли Цислейтании в 1870 - 1871, министр финансов в 1872 - 1879. Барон (1871).

## Жизнь и карьера
Происходил из семьи австрийского дипломата. Изучал юриспруденцию и политологию в университетах Инсбрука, Праги, Гёттингена и Гейдельберга. В 1850 получил степень доктора юридических наук.
В 1852 поступил на австрийскую государственную службу. Работал в территориальном подразделении министерства финансов в Триесте. С 1853 на службе в администрации штатгальтера Австрийского Приморья. В 1862 назначен секретарем вновь образованного Морского министерства Австрии. С 1866 - в министерстве торговли. Занимался вопросами таможенного регулирования, участвовал в выработке торговых соглашений с Великобританией, Францией, Италией, Германией и Швейцарией. В 1867 назначен шефом секции министерства.
В 1870 - 1871 исполнял обязанности министра торговли в кабинете графа Потоцкого. После отставки правительства занял пост штатгальтера Австрийского приморья.
В 1872 занял пост министра финансов в кабинете Адольфа фон Ауэршперга. Примыкал к политическим группам немецких либералов, крупных богемских землевладельцев. В 1878 выступал сторонником оккупации Боснии. В 1879 ушел в отставку вместе с кабинетом Штремайра.
В 1879 - 1888 - вновь штатгальтер Приморья, назначен на должность несмотря на недовольство итальянских ирредентистов. В целом смог обеспечить в регионе межнациональный мир.
Неоднократно отмечен государственными наградами. В 1871 возведен в баронское достоинство. С 1873 - член Тайного совета.